# 井上明久
井上明久（日语：／ Inoue Akihisa ?，1947年9月13日—），日本金屬學家。曾任日本東北大學第20屆總長（校長）及總長特別顧問。日本學士院會員。
井上教授是液態金屬的先驅，相關論文自1981年以來被引用超過1萬4000次，在材料科學領域是世界最高水準的成績。

## 生平
1947年9月13日，井上明久出生於日本兵庫縣姬路市。姬路工業大學畢業，工學博士（日本東北大學）。
2006年11月至2012年3月間，井上擔任日本東北大學總長（校長），制定了「井上計畫2007」，推動東北大邁向世界前30名的「世界領袖大學」。

## 榮譽
- 2002年 - 日本學士院獎[9]
- 2006年 - 内閣總理大臣賞（日语：内閣総理大臣賞）[1][10]
- 2009年 - James C. McGroddy Prize for New Materials（英语：James C. McGroddy Prize for New Materials）
- 2010年 - JActa Materialia, Gold Medal
- 1981-98年間的湯森路透引文桂冠獎

## 主要著作
- A. Inoue: Bulk Amorphous AlloysPractical Characteristics and Applications. In: Trans Tech Publications. 1999.
- A. Inoue, K. Hashimoto (Hrsg.) Amorphous and Nanocrystalline Materials: Preparation, properties, and applications. In: Advances in Materials Research. Band 3, Springer 2001, ISBN 3-540-67271-0.
- B. Cantor, A. Inoue: Nanocrystalline Alloys, Novel and Magnetic Nanomaterials. 2004.
- Inoue Akihisa, Muneyuki Imafuku, Kiyoshi Haru Saida, Nishiyama Nobuyuki: Materials Science and Engineering of Bulk Metallic Glasses. CMC Publishing, 2008.
- Inoue Akihisa: New Functional Materials, Fundamentals of Metallic Glasses and their Applications to Industry. Technosystem Co., 2009.

## 外部連結
- （日語）井上 明久 - 研究者 - ReaD & Researchmap（页面存档备份，存于）
- （日語）井上 明久 | 研究者情報 | J-GLOBAL 科学技術総合リンクセンター
- （日語）KAKEN - 井上 明久(10108566)